# Аме Но Хохи
Аме Но Хохи е бог от фолклора на Япония. Той е пратен от небесните богове на Земята, след като е избран на съвета на 800-те милиарда велики богове.
Аме Но Хохи трябвало да изучи земните дела и да се завърне при боговете на небето, но след слизането си на Земята никога не се завърнал.